# Uto

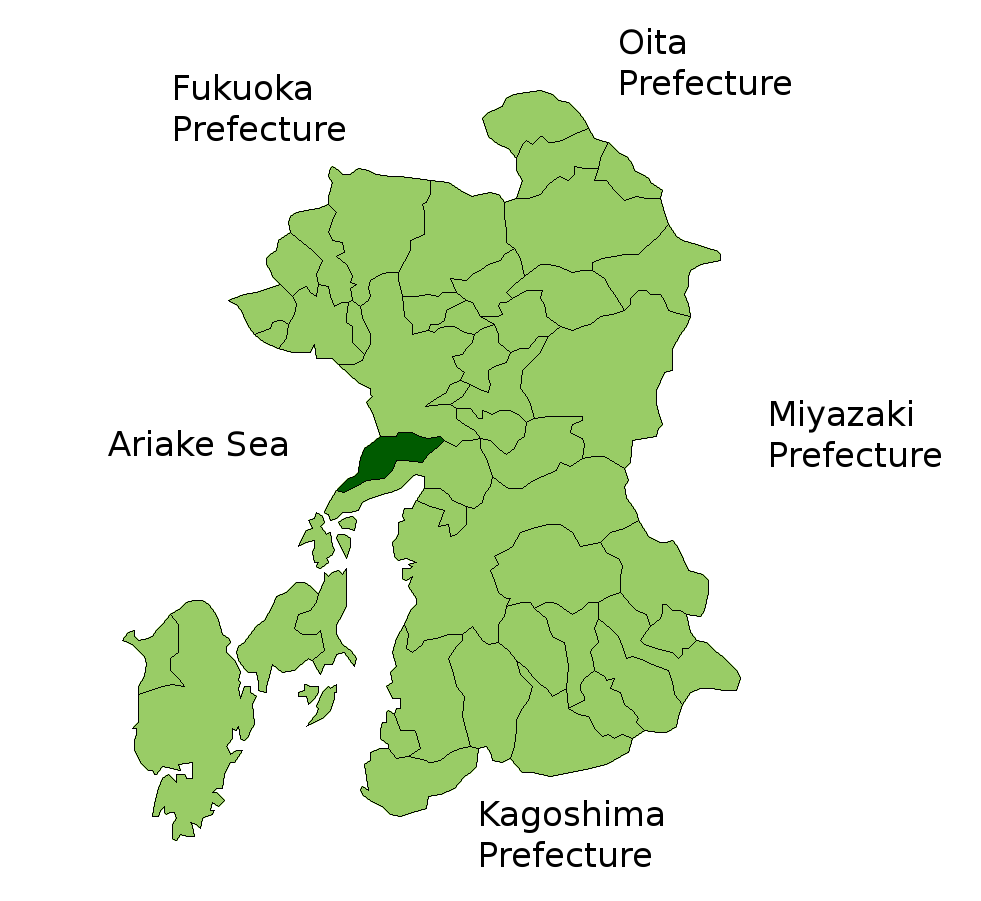

Uto (宇土市 Uto-shi?) este un municipiu din Japonia, prefectura Kumamoto.